# 올 레이디 두 잇
《올 레이디 두 잇》(Cosi Fan Tutte, All Ladies Do It)은 이탈리아에서 제작된 틴토 브라스 감독의 1992년 코미디, 드라마 영화이다. 클라우디아 콜 등이 주연으로 출연하였다.

## 출연

### 주연
- 클라우디아 콜

### 조연
- 파올로 란자

## 기타
- 미술: 파올로 비아게티
- 의상: 조스트 야곱